# Muslimernes Fællesråd
Muslimernes Fællesråd er en dansk paraplyorganisation for i alt 13 muslimske foreninger grundlagt i 2006 af bl.a. Zubair Butt Hussain, Abdul Wahid Pedersen og Fatih Alev. Foreningerne har ca. 35.000 medlemmer.[kilde mangler]
Organisationen har til formål at arbejde for udbredelsen af dialog og gensidig tolerance og respekt omkring muslimer. Samtidig søger Muslimernes Fællesråd at varetage danske muslimers interesser i forhold til det politiske system.
Tidligere talsmand for foreningen har været Zubair Butt Hussain.